# Red Flag Linux
Red Flag Linux (кит.: 红旗 Linux — Червонопрапорний Лінукс) — дистрибутив операційної системи Linux, поширений в Китаї та азійському регіоні. Red Flag Linux розвивався з 1999 року за державної підтримки і був націлений на надання підприємствам і громадянам Китаю альтернативного рішення, розробка якого зосереджена в Китаї і не залежить від виробників з інших країн. Фінансування проєкту велося Китайської Академією Наук і урядовим венчурним фондом NewMargin.
Організація роботи в Red Flag Linux в чому нагадує Red Hat Enterprise Linux, але проєкт не був відгалуженням і розвивався самостійно. Дистрибутив доступний в редакція для робочих станцій і серверних систем.
За розміром користувача бази та обсягом впроваджень Red Flag Linux посідав друге місце серед дистрибутивів Linux. Дистрибутив активно впроваджувався в держустановах, комерційних компаніях і школах Китаю.

## Історія
Розробка дистрибутиву була розпочата в 1999 інститутом програмного забезпечення Китайської академії наук (ISCAS). Розробка була частково профінансована державною венчурною компанією NewMargin Venture Capital. У червні 2000 була утворена компанія Red Flag Software. У 2001 частину акцій перекуплена компанією CCIDNET Investment, що належить Міністерству інформаційних технологій.
У 2001 в рамках проєкту був випущений китайськомовний офісний пакет «Chinese 2000», що містив функції текстового процесора, електронних таблиць і ділової графіки.
У 2004 Red Flag Software вступає в угоду з японською фірмою Miracle Linux Corporation про спільний «базовий» дистрибутив Asianux, на основі якого потім фірми-учасники будують власні дистрибутиви. Пізніше до цієї угоди приєдналися південнокорейська HaanSoft і в'єтнамська VietSoftware.
У січні 2006 Red Flag Software приєднується до OSDL.
У трьох офісах компанії (Пекін, Гуанчжоу, Шанхай) працювало понад 150 співробітників.
У лютому 2014 було оголошено про ліквідацію компанії, що розвивала дистрибутив Red Flag Linux, і розірвання контрактів з усіма співробітниками, залученими в роботу над проєктом. Останні роки компанія-розробник відчувала великі фінансові проблеми. Повний крах підприємства став невідворотний після відмови виплатити субсидію в розмірі 6.5 млн доларів, які були необхідні для підтримки дистрибутиву на плаву. Як причину припинення фінансування було відзначено неефективне управління компанією і недоведення до кінця деяких проєктів, передбачених контрактом.
Як наступника Red Flag можна розглядати дистрибутив Ubuntu Kylin, який 2013 року був затверджений як еталонна платформа для операційних систем Китаю.

## Виноски
1. ↑  Linux Timeline. Linux Journal. 31 травня 2006. Архів оригіналу за 21 лютого 2014. Процитовано 22 листопада 2012. [Архівовано 2014-02-21 у Wayback Machine.]
2. ↑  Searls D. Raising the Red Flag — 2002. — ISSN 1075-3583; 1938-3827
3. ↑  红旗桌面版 Red Flag inWise V8.0全新发布. 23 квітня 2013. Архів оригіналу за 5 березня 2016. Процитовано 24 квітня 2013. [Архівовано 2016-03-05 у Wayback Machine.]
4. ↑  Chinese software pioneer Red Flag bites the dust. Архів оригіналу за 15 лютого 2014. Процитовано 15 лютого 2014.
5. ↑  Китай закрыл проект Red Flag Linux [Архівовано 22 лютого 2014 у Wayback Machine.] // opennet.ru 15.02.2014